# Because This Is My First Life
Because This Is My First Life (Hangul: 이번 생은 처음이라; RR: Ibeon Saengeun Cheoeumira) és una sèrie de televisió sud-coreana del 2017 protagonitzada per Lee Min-ki i Jung So-min sobre diferents punts de vista sobre les carreres, les relacions i el matrimoni. La sèrie marca el primer paper principal de Lee Min-ki en pantalla petita des del 2007. Va emetre's a tvN tots els dilluns i dimarts del 9 d'octubre al 28 de novembre de 2017 a les 21:30 (KST).